# Universidade de Warwick

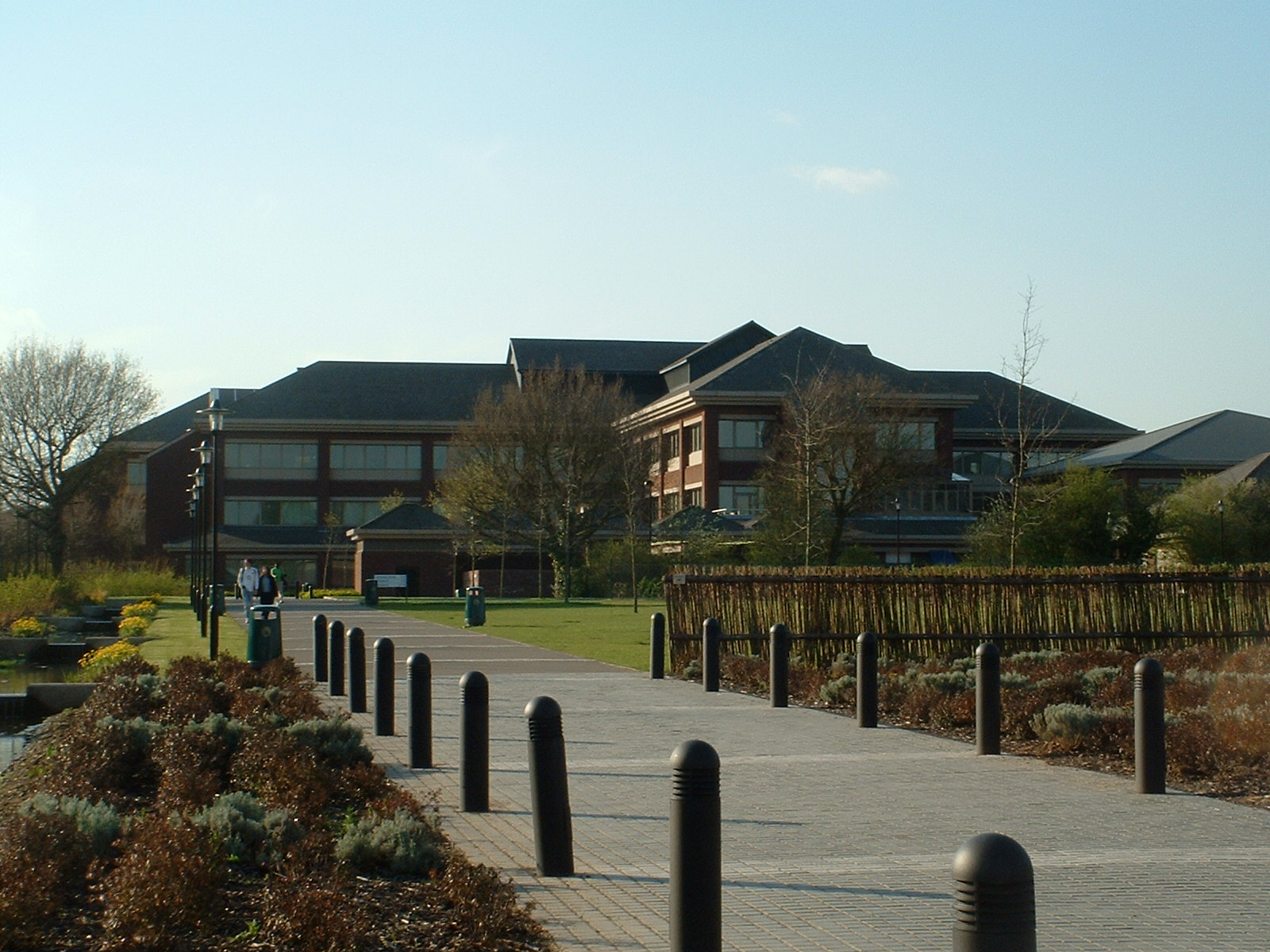
Edifício principal da administração

A Universidade de Warwick é uma das principais universidades  no Reino Unido. Uma universidade concentrada em um campus principal, estabeleceu-se em 1965 como parte de uma iniciativa do governo com o objetivo de expandir o acesso ao ensino superior. Localiza-se em  Coventry, 5 quilômetros (3 milhas) a sudoeste do centro da cidade, e não dentro Warwick como o seu nome o sugere. Warwick vem crerscendo no ranking das universidades, permanecendo consistentemente entre as 10 mais cotadas. Na última pesquisa, a universidade era a 5a instituição de pesquisa no Reino Unido. Nos anos 60 e nos 70, Warwick teve a reputação de ser uma instituição política radical. Mais recentemente, a universidade foi vista como uma instituição favorecida pelo partido do atual governo. Warwick foi uma das primeiras universidades britânicas a desenvolver relações estreitas com a comunidade dos negócios. Warwick é membro do Grupo Russell e do Grupo 1994.